# Catriel Cabellos
Jeffrey Catriel Cabellos Vázquez (Buenos Aires, 18 agosto 2004) è un calciatore argentino naturalizzato peruviano, attaccante dello Sporting Cristal.

## Biografia
È nato a Buenos Aires da madre argentina e padre peruviano.

## Caratteristiche tecniche
Centrocampista polivalente, può essere utilizzato anche in difesa.

## Carriera

### Club
Cabellos è cresciuto nel settore giovanile del Racing Club con cui ha firmato il primo contratto professionistico nell'agosto del 2022. Ha esordito in prima squadra il 9 maggio 2023 nell'incontro di Primera División perso 4-2 contro il Talleres (C).
Il 15 dicembre 2023 è stato ceduto in prestito all'Alianza Lima per una stagione. ha segnato il suo primo gol in carriera il 29 gennaio 2024 contro l'U. César Vallejo.

### Nazionale
In possesso della doppia cittadinanza, ha scelto di optare per quella peruviana e nel 2023 con l'Under-20 ha disputato il campionato sudamericano di categoria.
Successivamente, ha giocato anche con la nazionale peruviana Under-23.

## Statistiche

### Presenze e reti nei club
Statistiche aggiornate al 2 aprile 2024.
| Stagione        | Squadra         | Campionato      | Campionato | Campionato | Coppe nazionali | Coppe nazionali | Coppe nazionali | Coppe continentali | Coppe continentali | Coppe continentali | Altre coppe | Altre coppe | Altre coppe | Totale | Totale | Totale |
| Stagione        | Squadra         | Comp            | Pres       | Reti       | Comp            | Pres            | Reti            | Comp               | Pres               | Reti               | Comp        | Pres        | Reti        | Pres   | Reti   |        |
| --------------- | --------------- | --------------- | ---------- | ---------- | --------------- | --------------- | --------------- | ------------------ | ------------------ | ------------------ | ----------- | ----------- | ----------- | ------ | ------ | ------ |
| 2023            | Racing Club     | PD              | 5          | 0          | CA+CdL          | 1+0             | 0               | CL                 | 1                  | 0                  |             | -           | -           | 7      | 0      |        |
| 2024            | Alianza Lima    | L1              | 7          | 2          | CP              | 0               | 0               | CL                 | 0                  | 0                  |             | -           | -           | 7      | 2      |        |
| Totale carriera | Totale carriera | Totale carriera | 12         | 2          |                 | 1               | 0               |                    | 1                  | 0                  |             | -           | -           | 14     | 2      |        |